# Andrei Sergejewitsch Moissejew
Andrei Sergejewitsch Moissejew (russisch Андре́й Серге́евич Моисе́ев; * 3. Juni 1979 in Rostow am Don, Russische SFSR, Sowjetunion) ist ein russischer Sportler, der im Modernen Fünfkampf aktiv ist.
Er gewann bei den Olympischen Sommerspielen 2004 in Athen die Goldmedaille im Einzelwettkampf. Während der Abschlussfeier der Spiele trug er die Flagge seines Heimatlandes. Vier Jahre später konnte er bei den Olympischen Sommerspielen 2008 in Peking seinen Titel erfolgreich verteidigen.
Bei Weltmeisterschaften belegte im Jahr 2005 den dritten Platz in der Einzelkonkurrenz. Mit der russischen Mannschaft wurde er 2004, 2005 und 2008 Weltmeister, 2001 errang er außerdem eine Bronzemedaille im Mannschaftswettbewerb. Darüber hinaus wurde er 2008 Einzeleuropameister und ein Jahr vorher Vizeeuropameister, sowie mit der Mannschaft in den Jahren 2003, 2007 und 2008 Europameister, 2005 Zweiter und 2006 Dritter.
Andrei Moissejew wurde in Anerkennung seiner Erfolge in Russland der Ehrentitel „Verdienter Meister des Sports“ verliehen.